# Liste der Einträge im National Register of Historic Places im Posey County

Lage des Posey County in Indiana

Die Liste der Einträge im National Register of Historic Places im Posey County in Indiana (Vereinigte Staaten von Amerika) führt die Bauwerke und historischen Stätten im Posey County auf, die in das National Register of Historic Places aufgenommen wurden.

## Legende
| NRHP | Historic Place             |
| HD   | Historic District          |
| NHL  | National Historic Landmark |

## Aktuelle Einträge
| [ 2 ] | Name                                    | Bild                                   | Eintragsdatum        | Lage | Ort              | Beschreibung                                       |
| ----- | --------------------------------------- | -------------------------------------- | -------------------- | --- | ---------------- | -------------------------------------------------- |
| 1     | Ashworth Archaeological Site (12 Po 7)  | Ashworth Archaeological Site (12 Po 7) | 1985 ID-Nr. 85002137 | Östlich der IN 69 37° 51′ 0″ N, 87° 56′ 10″ W | Point Township   | Archäologische Stätte der Mississippi-Kultur       |
| 2     | George Bentel House                     | George Bentel House                    | 1984 ID-Nr. 84001224 | Brewery Street Ecke Granary Street 38° 7′ 50,5″ N, 87° 55′ 59,5″ W | New Harmony      |                                                    |
| 3     | Bozeman-Waters National Bank            | Bozeman-Waters National Bank           | 1987 ID-Nr. 87001768 | 19 West Main Street 38° 10′ 12″ N, 87° 47′ 2″ W | Poseyville       |                                                    |
| 4     | James Elliott Farm                      | James Elliott Farm                     | 2003 ID-Nr. 03001312 | Church Street (IN 66), östlich von New Harmony 38° 7′ 44″ N, 87° 55′ 23″ W | Harmony Township |                                                    |
| 5     | Ludwig Epple House                      | Ludwig Epple House                     | 1984 ID-Nr. 84001227 | 520 Granary Street 38° 7′ 50,5″ N, 87° 56′ 2,6″ W | New Harmony      |                                                    |
| 6     | William Gonnerman House                 | William Gonnerman House                | 1985 ID-Nr. 85003192 | 521 West 2nd Street 37° 55′ 44″ N, 87° 54′ 2″ W | Mount Vernon     |                                                    |
| 7     | Frederick and Augusta Hagemann Farm     | Frederick and Augusta Hagemann Farm    | 1993 ID-Nr. 93000180 | Kreuzung der IN 62 mit der IN 69 westlich von Mount Vernon 37° 55′ 35″ N, 87° 54′ 37″ W                                                                                                | Black Township   |                                                    |
| 8     | Harmony Way Bridge                      | Harmony Way Bridge                     | 2007 ID-Nr. 07001030 | Kreuzung der IN 66 mit der IN 14 38° 7′ 52″ N, 87° 56′ 32″ W | New Harmony      | Befindet sich zum Teil im White County in Illinois |
| 9     | Hovey Lake Archaeological District      | Hovey Lake Archaeological District     | 1985 ID-Nr. 85002130 | Zwischen dem Hovey Lake und dem Ohio River in der Hovey Lake Fish and Wildlife Area 37° 49′ 48″ N, 87° 55′ 12″ W                                                                       | Point Township   |                                                    |
| 10    | Mann Site                               | Mann Site                              | 1974 ID-Nr. 74000018 | Abseits der Indian Mound Road, südöstlich von Mount Vernon 37° 54′ 44,5″ N, 87° 50′ 20″ W                                                                                              | Black Township   | Stätte aus der Zeit der Hopewell-Kultur            |
| 11    | Mount Vernon Downtown Historic District |                                        | 2003 ID-Nr. 03000545 | Abgegrenzt durch den Ohio River, die 6th Street, die Walnut Street und die College Avenue 37° 55′ 51″ N, 87° 53′ 46″ W                                                                 | Mount Vernon     |                                                    |
| 12    | Mount Vernon Site                       | Mount Vernon Site                      | 1996 ID-Nr. 95001542 | Südwestlich von Mount Vernon 37° 54′ 48″ N, 87° 56′ 23″ W | Black Township   |                                                    |
| 13    | Murphy Archeological Site               | Murphy Archeological Site              | 1975 ID-Nr. 75000012 | Northwestufer des Pitcher Lake, rund eine meile östlich der Mündung des Wabash River 37° 48′ 25″ N, 88° 0′ 5″ W                                                                        | Point Township   |                                                    |
| 14    | New Harmony Historic District           | New Harmony Historic District          | 1966 ID-Nr. 66000006 | Main Street zwischen Granary Street und Church Street; ebenfalls abgegrenzt durch 3rd Street, Steammill Street, Main Street, Arthur Street und North Street 38° 7′ 48″ N, 87° 56′ 8″ W | New Harmony      | Im Jahr 2000 erweitert                             |
| 15    | Posey County Courthouse Square          | Posey County Courthouse Square         | 1989 ID-Nr. 88003042 | 300 Main Street 37° 55′ 56″ N, 87° 53′ 39″ W | Mount Vernon     |                                                    |
| 16    | Mattias Scholle House                   | Mattias Scholle House                  | 1981 ID-Nr. 81000007 | Tavern Street und Brewery Street 38° 7′ 45″ N, 87° 55′ 59″ W | New Harmony      |                                                    |
| 17    | Amon Clarence Thomas House              | Amon Clarence Thomas House             | 1995 ID-Nr. 95001111 | 503 West Street 38° 7′ 46,5″ N, 87° 56′ 13″ W | New Harmony      |                                                    |
| 18    | Welborn Historic District               | Welborn Historic District              | 1992 ID-Nr. 92000188 | Abgegrenzt durch 9th Street, Locust Street und 2nd Street sowie die Allee zwischen der Walnut Street und der Main Street 37° 56′ 3″ N, 87° 53′ 38″ W                                   | Mount Vernon     |                                                    |

## Frühere Einträge
| [ 2 ] | Name                              | Bild                          | Eintragsdatum        | Lage                                             | Ort          | Beschreibung               |
| ----- | --------------------------------- | ----------------------------- | -------------------- | ------------------------------------------------ | ------------ | -------------------------- |
| 1     | I.O.O.F. and Barker Buildings     | I.O.O.F. and Barker Buildings | 1985 ID-Nr. 85002133 | 402-406 Main Street 37° 55′ 56″ N, 87° 53′ 44″ W | Mount Vernon | 2011 aus dem NRHP entfernt |
| 2     | Pitcher House (Fullinwider House) |                               | 1980 ID-Nr. 80000031 | 530 College Avenue 37° 55′ 59″ N, 87° 53′ 50″ W  | Mount Vernon | 1989 aus dem NRHP entfernt |